# Friedrich August von Othegraven
Friedrich August von Othegraven (* 10. Mai 1802 in Wesel; † 4. Juni 1878 in Bonn) war ein preußischer Generalleutnant und Kommandant von Breslau.

## Leben

### Herkunft
Friedrich August war ein Sohn des preußischen Generalleutnants Karl Thomas von Othegraven (1769–1844) und dessen Ehefrau Jeanette, geborene von Tschirschky (1772–1817). Sein Bruder Albert (1798–1866) wurde preußischer Generalmajor.

### Militärkarriere
Othegraven besuchte das Berliner Kadettenhaus und wurde am 2. Oktober 1819 als Portepeefähnrich dem 25. Infanterie-Regiment der Preußischen Armee überwiesen. Er avancierte Mitte Oktober 1820 zum Sekondeleutnant und absolvierte zur weiteren Ausbildung 1823/26 die Allgemeine Kriegsschule. Von 1829 bis 1834 war Othegraven zum Topographischen Büro kommandiert. Am 14. Januar 1835 wurde er zum Premierleutnant befördert und Ende März 1836 zur Dienstleistung als Adjutant der 16. Infanterie-Brigade kommandiert. Unter Entbindung von diesem Kommando folgte am 7. April 1842 mit der Beförderung zum Kapitän seine Versetzung in die Adjutantur. Mit der Ernennung zum Kompaniechef im 30. Infanterie-Regiment kehrte Othegraven am 22. März 1845 in den Truppendienst zurück. Als Major war er vom 30. Dezember 1847 bis zum 18. März 1850 Kommandeur des III. Bataillons im 28. Landwehr-Regiment in Siegburg. Anschließend wurde er Bataillonskommandeur im 20. Infanterie-Regiment sowie am 22. März 1853 zum Oberstleutnant befördert. Am 10. Juni 1856 wurde Othegraven zum Kommandeur des 25. Infanterie-Regiment ernannt und avancierte Mitte Oktober 1856 zum Oberst. Unter Stellung à la suite seines Regiments wurde er am 19. Mai 1859 als Kommandeur der 24. Infanterie-Brigade nach Neisse versetzt und am 31. Mai 1859 zum Generalmajor befördert. Anlässlich des Ordensfestes wurde er im Januar 1863 mit dem Stern zum Roten Adlerorden II. Klasse mit Eichenlaub ausgezeichnet. Othegraven bat um seinen Abschied, den der König jedoch am 9. Mai 1863 ablehnte. Stattdessen wurde er am 19. Mai 1863 unter Verleihung des Charakters als Generalleutnant zum Kommandanten von Breslau ernannt. In dieser Eigenschaft erhielt er am 18. Juni 1865 das Patent zu seinem Dienstgrad, bevor er am 2. April 1866 mit Pension zur Disposition gestellt wurde. Er starb am 4. Juni 1878 unverheiratet in Bonn.